# Sinophorus idahoensis
Sinophorus idahoensis là một loài tò vò trong họ Ichneumonidae.